# ウィ・トゥー・アー・ワン
『ウィ・トゥー・アー・ワン』(We Too Are One)は、1989年にリリースされたユーリズミックスの7枚目のスタジオ・アルバム。

## 解説
グループにとって2作目となる全英アルバムチャート首位獲得作。

## 収録曲
1. ウィ・トゥー・アー・ワン - We Two Are One
2. ザ・キング・アンド・クイーン・オブ・アメリカ - The King and Queen of America
3. (マイ・マイ) ベイビーズ・ゴナ・クライ - (My My) Baby's Gonna Cry
4. ドント・アスク・ミー・ホワイ - Don't Ask Me Why
5. エンジェル - Angel
6. リヴァイヴァル - Revival
7. ユー・ハート・ミー (アンド・アイ・ヘイト・ユー) - You Hurt Me (And I Hate You)
8. シルヴィア - Sylvia
9. ハウ・ロング? - How Long?
10. ホエン・ザ・デイ・ゴーズ・ダウン - When the Day Goes Down